# レジェンド・オブ・メキシコ/デスペラード
『レジェンド・オブ・メキシコ/デスペラード』（原題: Once Upon A Time In Mexico）は、2003年のアメリカ映画。
ロバート・ロドリゲス監督の『マリアッチ』三部作の『エル・マリアッチ』（1992年）、『デスペラード』（1995年）に続く第3弾。

## ストーリー
メキシコにあるマリアッチの男がいた。男はギターケースに銃を仕込んだ凄腕のガンマンでもあったという。彼はマルケス将軍の女・カロリーナと恋に落ち、彼女を連れ出して逃亡した。やがて彼らはマルケスに発見され、カロリーナと幼い娘を目の前で殺されてしまったという……。
メキシコに潜入しているCIAの狡猾な工作員サンズは、麻薬王バリヨとマルケス将軍によるクーデタ計画の情報を掴む。彼はクーデタを阻止するために、いまや伝説となっていたマリアッチの男に接触する。サンズは彼にマルケス殺害を依頼し、護衛兼見張りとしてククイという現地人の部下をつける。マリアッチは昔の仲間二人に声を掛けて助けを求めた。また、サンズはバリヨに同僚を殺された元FBI捜査官のラミレスにも接触し、バリヨへの復讐をそそのかす。ラミレスはアメリカからの逃亡犯でバリヨの側近をつとめる男・ビリーと交渉し、逃亡と引き換えに協力を約束させる。
一方、政府側は、奪われた密輸銃の行方を追ってアヘドレスらの部隊を派遣する。サンズはアヘドレスともつながっており、共謀してバリヨの金を横取りする計画を立てる。
政府の部隊はバリヨが入院している病院に突入、しかし、バリヨは整形手術を終えて逃げた後だった。潜入したラミレスは捕まってしまう。また、サンズもアヘドレスの裏切りに遭い、バリヨに捕らえられる。彼女はバリヨの娘だったのだ。サンズは両目をえぐられるという凄惨な拷問を受ける。
死者の日の祭りで街中が盛り上がる中、マルケス将軍のクーデタが実行に移される。政府軍と反乱軍との戦いが始まり、マリアッチたちも大統領を守るべく官邸に潜入する。目を潰されて放り出されたサンズもまた、物売りの少年の助けを借りて官邸に向かう。彼は盲目のガンマンとして覚醒、待ち受けるバリヨの手下を次々に仕留め、ついにアヘドレスも倒した。大統領に迫るマルケス将軍は、ついにマリアッチと対峙し、一騎打ちの末に倒された。駆けつけたバリヨの一味の前にはビリーに解放されたラミレスが現れた。ラミレスはマリアッチの助けをえてバリヨを倒し、同僚の仇を討った。
報酬を手にした仲間たちはそれぞれ去っていく。マリアッチもまた、カロリーナと娘の思い出とともにいずこかへと姿を消した。

## キャスト
※括弧内は日本語吹替
- エル・マリアッチ - アントニオ・バンデラス（大塚明夫）
- カロリーナ - サルマ・ハエック（安藤麻吹）
- サンズ - ジョニー・デップ（平田広明）
- ビリー - ミッキー・ローク（菅生隆之）
- アヘドレス - エヴァ・メンデス（朴璐美）
- ククイ - ダニー・トレホ（星野充昭）
- ロレンソ - エンリケ・イグレシアス（石母田史朗）
- フィデオ - マルコ・レオナルディ（飯島肇）
- ベリーニ - チーチ・マリン（福田信昭）
- ラミレス - ルーベン・ブラデス（楠見尚己）
- バリヨ - ウィレム・デフォー（山路和弘）
- マルケス将軍 - ジェラルド・ヴィジル（咲野俊介）
- 大統領 - ペドロ・アルメンダリス・Jr（平野稔）
- ニコラス - ジュリオ・オスカー・メチョソ（立木文彦）
- タクシー運転手 - ティト・ラリヴァ

## スタッフ
- 監督・脚本：ロバート・ロドリゲス
- 製作：ロバート・ロドリゲス、エリザベス・アヴェラン、カルロス・ガラルドー